# 欧奈 (维埃纳省)
欧奈（法語：Aulnay，法語發音：[o(l)nɛ]）是法国新阿基坦大区维埃纳省的一个市镇，位于该省西北部，属于沙泰勒罗区。

## 地理
欧奈（46°54'20"N, 0°5'31"E）面积8.01 平方千米，位于法国新阿基坦大区维埃纳省，该省份为法国中西部省份，北起曼恩-卢瓦尔省和安德尔-卢瓦尔省，西接德塞夫勒省，南至夏朗德省，东南接上维埃纳省，东临安德尔省。
与欧奈接壤的市镇（或旧市镇、城区）包括：昂格利耶、拉绍塞、马尔泰泽、圣克莱尔。

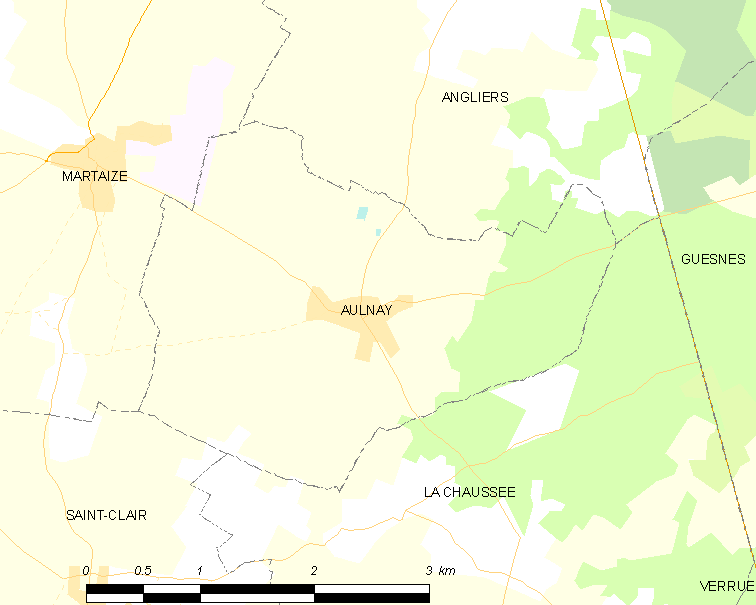
的OSM定位图

欧奈的时区为UTC+01:00、UTC+02:00（夏令时）。

## 行政
欧奈的邮政编码为86330，INSEE市镇编码为86013。

## 政治
欧奈所属的省级选区为卢丹县。

## 人口

1962-2008年间人口变化图示

欧奈于2022年1月1日时的人口数量为101人。